# Terremoto de Costa Rica de 2009
El terremoto de Costa Rica de 2009, conocido popularmente como el terremoto de Cinchona, ocurrió el jueves, 8 de enero de 2009, a las 13:21:34, hora local (19:21:34 UTC). Tuvo una magnitud de 6,2, según el Ovsicori, IX en la escala de Mercalli, y de 6,1 en la escala de magnitud de momento, según el USGS. El sismo sacudió todo el Valle Central costarricense, principalmente a las provincias de Heredia, Alajuela y San José, y se sintió hasta el sur y centro de Nicaragua y el norte de Panamá.
Su epicentro estuvo ubicado en Cinchona, Sarapiquí de Heredia , a 30 km de la capital San José en Costa Rica. La falla Vara Blanca-Ángel fue la que originó el terremoto. Considerado como el de mayor magnitud en los últimos 157 años en esa zona; pues años atrás las magnitudes de los principales sismos se mantuvieron entre 5,7 y 6,0. La falla tiene una extensión de aproximadamente 20 km.
Se generó a una profundidad de 4,5 km, a unos 9,7 km al este del volcán Poás, según el Ovsicori y la Red Sismológica Nacional (RSN). Un día antes, el miércoles, 7 de enero, se generó un sismo premonitor de 4,2 a las 10:00 a. m. (hora local).

## Víctimas y heridos
Al 13 de enero el Organismo de Investigación Judicial (OIJ), el único encargado en brindar un informe oficial sobre las víctimas de la tragedia, confirmó la muerte de al menos 42 personas tras el terremoto que sacudió fuertemente el Valle Central de Costa Rica; principalmente en las comunidades de las provincias de Heredia y Alajuela.

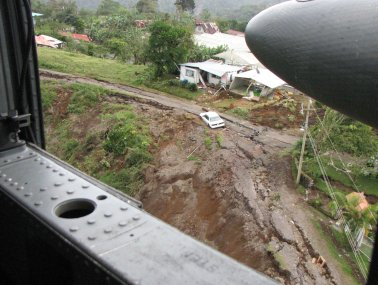
Un helicóptero del Ejército de los Estados Unidos sobrevuela la zona afectada.

Entre los fallecidos se encontraban 3 niñas que perdieron la vida sepultadas por derrumbes de tierra en la localidad de Fraijanes, 3 adultos que fallecieron también por deslizamientos en Vara Blanca, 1 mujer que murió de un infarto en San José y, las últimas 3 víctimas mortales confirmadas, aún sin identificar, que fueron encontradas en un vehículo que fue arrastrado por un derrumbe en Vara Blanca, provincia de Heredia. Sin embargo hay muchas más víctimas que se desconoce la causa de su deceso. 
El 9 de enero el número de muertos por el terremoto ascendió a 15, después de que se encontraran los cadáveres de diez personas el viernes 9 de enero de la madrugada en la zona del epicentro del sismo. Socorristas de la Cruz Roja Costarricense trabajaron buscando víctimas en la zona más devastada cercana a San José, durante toda la noche. A las 04:30 AM (hora local), una patrulla confirmó que en el sector de Cataratas había diez personas muertas, dijo un portavoz de la entidad.
El gobierno costarricense también activó un programa de emergencia para evacuar a los turistas que se encontraban en la zona de Vara Blanca y otras del centro del país golpeadas por el temblor, aunque no se reportaron hasta ahora personas muertes o heridas sufridas por algún turista en el terremoto. Ese mismo día el Instituto Costarricense de Turismo (ICT) reportó que al menos 31 franceses, 19 neerlandeses, 4 españoles, 1 alemán y una cantidad no definida de estadounidenses resultaron aislados, principalmente al verse obligados a cambiar sus planes de viaje por haber quedado atrapados en la zona de Cinchona.
En la tarde del sábado 10 de enero los equipos de rescate que trabajaban en la zona afectada, encontraron los cuerpos de otras tres personas, con lo que el número de víctimas por el sismo aumentó a 18. Un total 1.378 personas permanecían en albergues en la zona de Poás y Vara Blanca (60 kilómetros al noroeste de San José), área de impacto cercana al epicentro del terremoto de 6,1 grados en la escala de Richter.
Al 13 de enero el terremoto que seguía llenando de luto a Costa Rica, habría sepultado a cuatro nicaragüenses en Cinchona de Sarapiquí, en Alajuela. De confirmarse esta información, la cifra de nicaragüenses fallecidos ascendería a 11, según informes oficiales preliminares del Organismo de Investigación Judicial.  La cifra de muertos que maneja ese organismo es de 42, porque son los que están plenamente identificados.

## Daños y consecuencias

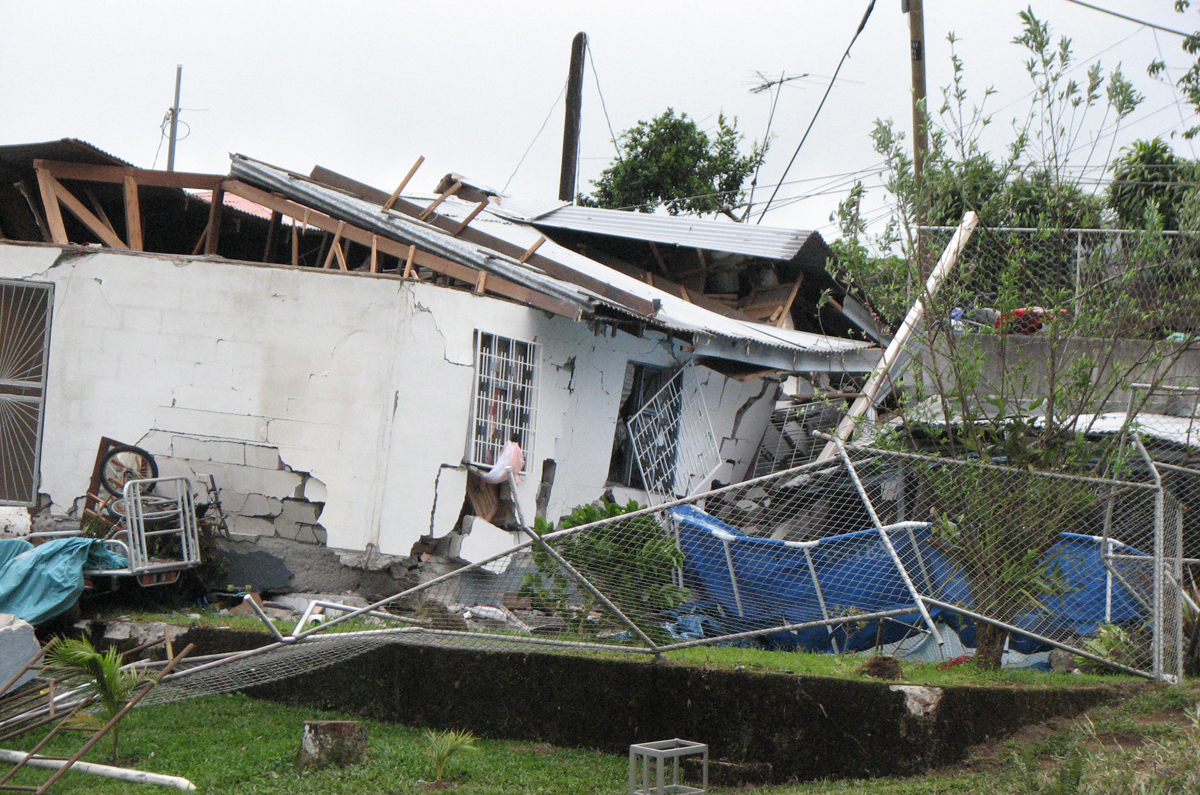
Casa totalmente destruida.

La zona más afectada por el terremoto fue la comunidad de Cinchona de Sarapiquí, al norte de la provincia de Heredia, poblado que desapareció del mapa, porque la mayor parte del terreno de lo que alguna vez se llamó Cinchona, cedió, provocando derrumbes de tierra, haciendo desaparecer las casas y carreteras que estaban en el lugar, incluida la fábrica de alimentos El Ángel. En ese lugar los socorristas recuperaron tres cuerpos la víspera. Pero imágenes de la televisión mostraban gran cantidad de restos de vehículos, destrozados y lanzados al vacío por la fuerza del agua y la montaña que se vino abajo. Grietas, aludes de tierra, árboles caídos, fueron provocados por el terremoto y la lluvia y la niebla dificultaban las operaciones de rescate, retrasando la llegada de helicópteros, mientras máquinas excavadoras llegaban a la zona para dejar expeditas las carreteras. Mientras tanto el presidente Óscar Arias sobrevoló las zonas más golpeadas por los sismos tras lo cual declaró que; 

"Me preocupa la comida, el agua. Le pido a los costarricenses que muestren su solidaridad con los que han perdido a sus seres queridos y a la empresa privada les digo que necesitamos agua, alimentos, carpas para todas estas familias que me dicen que perdieron todo."

La planta hidroeléctrica Cariblanco, una de las más grandes del país, sufrió graves fracturas, que con una avalancha de agua con barro y escombros que provenía de la montaña, se derrumbó, dañando la casa de máquinas y aumentando el tamaño de la avalancha, que afectó diversos poblados que se encontraban en la ribera del río Sarapiquí.

### Incendio en la Sede de la Comisión de Emergencias

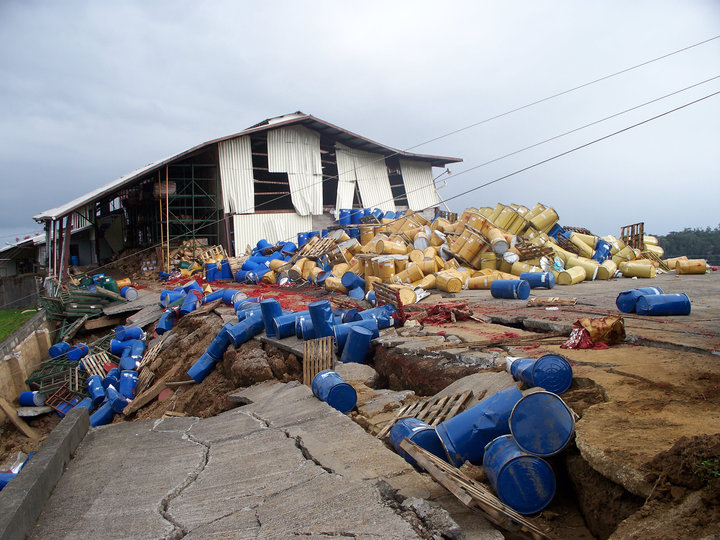

En la sede de la Comisión de Emergencias, al oeste de la capital y cercana al Aeropuerto Nacional Tobías Bolaños que recibe a los afectados, se inició un incendio en unas bodegas. El mandatario fue evacuado de inmediato pues se encontraba en el lugar. Rebeca Madrigal, vocera de la Comisión, expresó que la situación estaba siendo controlada por los bomberos y no hubo afectados pero se teme que afecte la operación de rescate y evacuación que realizan los helicópteros.
El incendio, consumió unos cinco mil sacos con comida así como colchonetas, ocurrió cuando el presidente Óscar Arias estaba en la sede de la CNE en una reunión con varios ministros, en la que evaluaban la emergencia que vive el país tras el fuerte sismo y la crítica situación de los damnificados en la zona del epicentro cerca del volcán Poás.
El incendio en la CNE, institución experta en la prevención de riesgos y desastres, en medio de la emergencia por el terremoto de 6,2 en la escala de Richter del jueves 8 de enero, desató críticas y hasta burlas de la prensa local. "Insólito: ¡se quemó la Comisión Nacional de Emergencias!", tituló uno de los diarios de Costa Rica, el Diario Extra, que aseguró que cuando el olor a humo llegó a la sala donde estaba el mandatario, todos salieron corriendo, abordaron sus vehículos y "huyeron por la derecha".
Sin embargo el gobierno de Costa Rica dijo que investigaría las causas del incendio que destruyó la bodega repleta de alimentos y materiales de socorro de la Comisión Nacional de Emergencias (CNE), perjudicando los esfuerzos de ayuda a las víctimas y damnificados del terremoto.

### Activación de la Falla Toro Amarillo
El 13 de enero, alrededor de las 1:10 AM, hora local se registró un sismo que llegó a los 4,1 grados. El mismo fue causado por la activación de otra falla, conocida como Toro Amarillo. Lo mismo ocurrió como consecuencia directa del terremoto del 8 de enero. Además, el volcán Poás comenzó a registrar pequeñas erupciones.

## Duelo nacional
En un comunicado hecho público el 12 de enero de 2009, el gobierno de Costa Rica decretó duelo nacional por 5 días, en los cuales no se realizaría ninguna actividad de carácter oficial. Además, se solicitó que dos de las celebraciones más connotadas de principio de año, las llamadas fiestas de Palmares y de Santa Cruz, fuesen atrasadas; por lo cual sus organizadores estuvieron anuentes.
Además, Rodrigo Arias, ministro de la Presidencia, solicitó a la Asamblea Legislativa aprobar cuanto antes un préstamo por 65 millones de dólares al Banco Mundial, el cual estaba destinado a la prevención de emergencias a través de obras de infraestructura.
"Queremos dar a los diputados y al país garantías plenas de que estos recursos se van a utilizar debidamente, presupuestándolos y tramitándolos a través de las distintas entidades que tienen que ver con la reconstrucción de los daños en áreas tan diversas como vivienda, salud pública o acueductos", declaró.

### Festejos
Las fiestas cívicas de la localidad de Palmares, consideradas como las más populares de Costa Rica, estaban programadas para iniciar el 15 de enero, sin embargo, fueron suspendidas por el duelo nacional decretado el 12 de enero por las víctimas del terremoto.
Los festejos en Palmares, comunidad ubicada 40 kilómetros al oeste de San José, a los que normalmente asisten cerca de 1,5 millones de costarricenses, tenían programado su inicio el jueves 15 de enero, pero los organizadores tuvieron que cambiar la fecha al 22 de enero.
El presidente de la Asociación Cívica Palmareña (ACP), William Vázquez, anunció el 12 de enero que él cambio las fechas, luego de una petición del presidente Óscar Arias para evitar festejos multitudinarios, mientras el rescate de cuerpos continuaba en la zona cercana al epicentro del sismo.

## Ayuda internacional

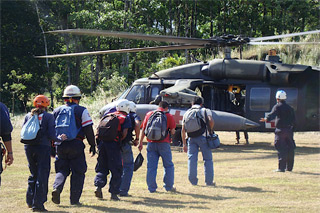
Un helicóptero del Ejército de los Estados Unidos evacúa a supervivientes del terremoto.

Varios gobiernos ofrecieron ayuda y desde el sábado 10 de enero helicópteros de Colombia y Estados Unidos colaboran con las autoridades y la embajada estadounidense informó de una donación de 50.000 dólares. 
La Comisión Nacional de Emergencias (CNE) pidió ayuda al ejército estadounidense para que brindaran dos helicópteros en la ayuda del rescate de cientos de turistas y personas que quedaron atrapados tras el deslizamiento de tierra en las áreas más cercanas al epicentro, situado 10 kilómetros al este del Volcán Poás, unos 60 kilómetros al noroeste de San José. Los helicópteros provienen de una base aérea de El Salvador.
Sin embargo en la mañana del viernes 9 de enero, el embajador de Costa Rica en Managua, Antonio Tacsan, dijo en la que Costa Rica no pediría ayuda humanitaria internacional hasta no tener resultados más precisos sobre la magnitud del desastre ocasionado por el terremoto. Tacsan también aseguró que el gobierno costarricense se encontraba evaluando los daños y que estaban a la espera de los informes finales que brinden las autoridades locales.
El 9 de enero el presidente de Costa Rica, Óscar Arias, solicitó ayuda a los países de Centroamérica, a Colombia y a la empresa privada de su país, para hacer frente a la emergencia provocada por el terremoto.  “Éste es un momento oportuno para que todos los costarricenses, sobre todo el sector privado, demuestren su solidaridad y generosidad con la gente que ha sido afectada. Los daños y las consecuencias han sido más severas de lo que pensábamos”, dijo Arias a la prensa durante una visita a la zona de desastre.
El 13 de enero el gobierno hizo un llamado urgente a toda la Comunidad Internacional para afrontar la emergencia tras el terremoto ocurrido.
El presidente de Costa Rica, Oscar Arias, estimó que las pérdidas totales sufridas como consecuencia del sismo superarían los 100 millones de dólares, mientras que el número de afectados ascendía a más de 128.000 personas.  Ante este panorama, el gobierno costarricense solicitó la cooperación mundial por medio de la Oficina de Coordinación de Ayuda Humanitaria de las Naciones Unidas (OCHA), cuyo equipo de especialistas se hizo presente en el desastre desde el 9 de enero.  La petición tramitada por OCHA permitirá establecer comunicación directa tanto con la comunidad internacional, como con las sedes diplomáticas de Costa Rica en el resto del mundo.